# رودولف كراج
رودولف كراج (بالتشيكية: Rudolf Kraj)‏ (مواليد 5 ديسمبر 1977) هو ملاكم تشيكي، مثّل بلاده في الألعاب الأولمبية الصيفية 2000.

## روابط خارجية
رودولف كراج على موقع بوكس ريك (الإنجليزية) (registration required)
- رودولف كراج على موقع أوليمبيديا (الإنجليزية)
- رودولف كراج على موقع اللجنة الأولمبية التشيكية (التشيكية)